# 邬堂春
邬堂春（1965年7月—），男，汉族，四川简阳人，华中科技大学公共卫生学院院长、教授、博士生导师，中国工程院院士。